# Calo (Rapper)

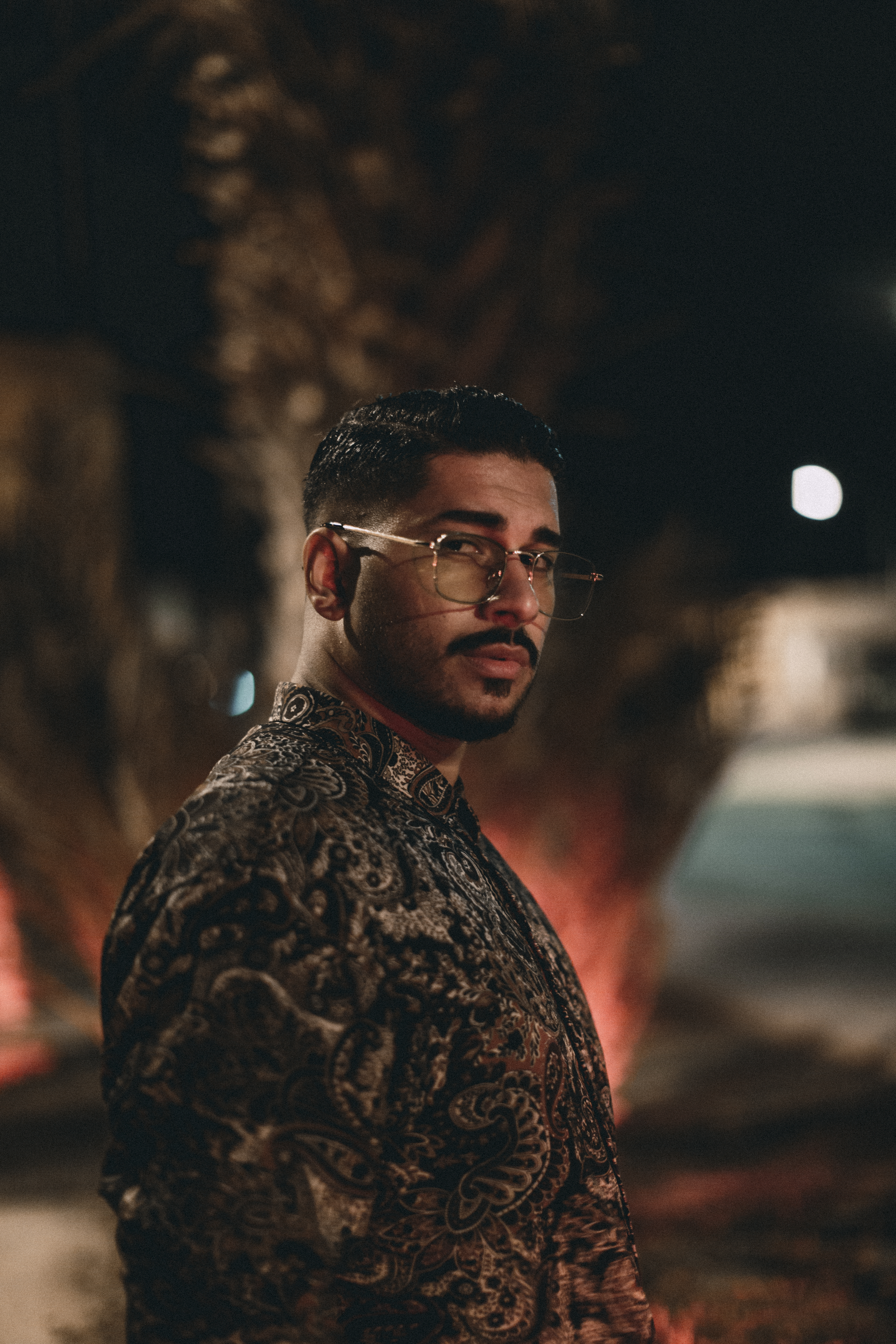
Calo (2019)

Calo (* 5. März 1993 in Republik Mazedonien als Benasim Emin) ist ein deutscher Rapper und Sänger aus Mainz mit mazedonischen Wurzeln. Er steht bei dem Label Lunatic Music unter Vertrag.

## Leben
Im Herbst 2016 lud Calo erste Hörproben eigener Songs auf seiner Facebook-Seite hoch. Auf eines dieser Handy-Videos wurde Bugi, Manager des Rappers Azad und Labelchef von Bozz Music, aufmerksam. Calo unterschrieb einen Managementvertrag bei Bugi und trat seitdem im Umfeld des Frankfurter Labels in Erscheinung, das kurz zuvor nach mehrjähriger Pause wieder seinen Betrieb aufgenommen hatte. Mit Kalea erschien im Frühjahr 2017 Calos Debütsingle, die ein Trap-Instrumental mit Autotune kombiniert, über Azads YouTube-Kanal. Anschließend trat der Rapper mit mehreren Gastbeiträgen auf Azads Album NXTLVL auf. Sowohl das Stück Nach vorn als auch Conor McGregor wurden als Videos ausgekoppelt. Im Winter prägte Calo mit Jeyz’ So machen wir das hier ein weiteres Album des Frankfurter Labels. So steuerte er die Refrains zu den Singles Meine Seele und Loyalität bei. Kurz darauf war der Sänger auf dem Album Beastmode 3 von Animus zu hören.
Im Frühjahr 2018 veröffentlichte Calo unabhängig von Bozz Music zwei Solosingles über den Vertrieb Groove Attack. Zunächst erschien das von Lucry produzierte Honey Money, anschließend folgte Lied vom Bandit. Gemeinsam mit Jeyz arbeitete er im Anschluss daran an seiner ersten EP, die am 24. August 2018 unter dem Titel Detailz über Epic Records erschien. Mit Film, La Vida und Milano setzten die beiden Rapper drei Songs der Veröffentlichung visuell um. Ende des Jahres folgten eine gemeinsame Single mit Razor und Cleo sowie eine Beteiligung am Album Authentic Athletic 2 von Olexesh. Zeitgleich gründete Calo gemeinsam mit seinem Manager Bugi das Label Lunatic Music, über das er Anfang 2019 in Zusammenarbeit mit dem Vertrieb iGroove seine Singles Gitana und Gangzta Party veröffentlichte.

## Diskografie

### EPs
| Jahr | Titel Musiklabel     | Anmerkungen                                       | Frontcover |
| ---- | -------------------- | ------------------------------------------------- | ---------- |
| 2018 | Detailz Epic Germany | Erstveröffentlichung: 23. August 2018 EP mit Jeyz |            |

### Singles
| Jahr | Titel Musiklabel              | Anmerkungen | Frontcover |
| ---- | ----------------------------- | --- | ---------- |
| 2017 | Kalea Selbstverlag            | Erstveröffentlichung: 31. März 2017                                                                                       |            |
| 2017 | Nach vorn Bozz Music          | Erstveröffentlichung: 2. Juni 2017 Single mit Azad                                                                        |            |
| 2017 | Conor McGregor Bozz Music     | Erstveröffentlichung: 21. Juli 2017 Single mit Azad                                                                       |            |
| 2017 | Meine Seele Bozz Music        | Erstveröffentlichung: 19. Oktober 2017 Single mit Jeyz                                                                    |            |
| 2018 | Honey Money Groove Attack     | Erstveröffentlichung: 30. März 2018                                                                                       |            |
| 2018 | Lied vom Bandit Groove Attack | Erstveröffentlichung: 29. Mai 2018                                                                                        |            |
| 2018 | Film Epic Germany             | Erstveröffentlichung: 20. Juli 2018 Single mit Jeyz                                                                       |            |
| 2018 | La Vida Epic Germany          | Erstveröffentlichung: 2. August 2018 Single mit Jeyz                                                                      |            |
| 2018 | Milano Epic Germany           | Erstveröffentlichung: 23. August 2018 Single mit Jeyz                                                                     |            |
| 2018 | Rodeo iGroove                 | Erstveröffentlichung: 12. Oktober 2018 Single mit Razor und Cleo                                                          |            |
| 2019 | Gitana Lunatic Music          | Erstveröffentlichung: 8. Februar 2019                                                                                     |            |
| 2019 | Gangzta Party Lunatic Music   | Erstveröffentlichung: 5. April 2019                                                                                       |            |
| 2022 | Temperament Lunatic Music     | Erstveröffentlichung: 14. Januar 2022 Single mit Anonym & Bojan; #17 der deutschen Single-Trend-Charts am 21. Januar 2022 |            |
| 2023 | Für sie Cataleya Edition      | Erstveröffentlichung: 17. Februar 2023 Single mit Bojan; #17 der deutschen Single-Trend-Charts am 24. Februar 2023        |            |